# Hemopneumotórax
Em medicina, um hemopneumotórax é um pneumotórax acompanhado de sangue na cavidade pleural, de diagnóstico relativamente fácil pela identificação radiológica de imagem hidroaérea. O sangue contido na cavidade pleural pode ser oriundo de traumatismos ou provém da ruptura de alguma aderência vascularizada. O local de sangramento geralmente se localiza na pleura parietal, raramente é encontrado na pleura visceral. Quando um sangramento intrapleural ocorre acompanhado de um pneumotórax espontâneo, temos a ocorrência de um hemopneumotórax espontâneo, porém esta é uma entidade rara.

## Tratamento
O tratamento inicial para o hemopneumotórax é uma toracotomia com drenagem fechada em selo d´água.